# 桟敷席の真珠の首飾りをした女性
『桟敷席の真珠の首飾りをした女性』（さじきせきのしんじゅのくびかざりをしたじょせい、英語: Woman with a Pearl Necklace in a Loge）は、アメリカ合衆国生まれのメアリー・カサット(1844-1926)が、描いた油絵である。1879年の第4回印象派展に出展され 、現在は、アメリカのフィラデルフィア美術館に収蔵されている。

## 概要
メアリー・カサットは、絵の修行のために1865年に母親らとヨーロッパに渡り、各地の美術館で学び、1868年にはパリのサロンで出展が受理された。普仏戦争のために一旦帰国した後、1871年に再びヨーロッパに渡ったが、1877年のパリのサロンに落選するなどした。エドガー・ドガなどの印象派の画家と知り合い、ドガに招待されて、1879年の第4回印象派展に出展するためにこの作品は描かれた。印象派展で、同僚の画家たちからは評価されたが、フランスの報道での評価は否定的なものもあった。その後もカサットは1880年の第5回印象派展と1881年の第6回印象派展、そして最後の印象派展となった1886年の第8回印象派展にも参加した。
モデルは画家の姉のリディア（Lydia Cassatt: 1837-1882）とされ、真珠の首飾りを付けた女性が劇場の桟敷席に座っているのが描かれていて、女性の後ろの大きな鏡にはリディアの後ろ姿と劇場の他の桟敷席と観客が映っている。作品のタイトルはモデルの名前から『桟敷席のリディア（Lydia in a Loge）』などとされることがある。1879年の第4回印象派展に出展されたパステル画の「劇場で腕によりかかるリディア（Lydia Leaning on Her Arms in a theatre box）」などでも、メアリー・カサットはリディアを描いている。
『桟敷席の真珠の首飾りをした女性』は画家のアンリ・ルアールの弟でコレクターのアレクシス・ルアール（Alexis Rouar: 1839–1911）に購入され、1943年までルアール家が所有した。その後、様々な個人が所有した後、作品はアメリカに渡り、1978年にシャーロット・ドーランス・ライト（Charlotte Dorrance Wright）によってフィラデルフィア美術館に遺贈された 。

## 劇場の人物を描いたカサットの作品

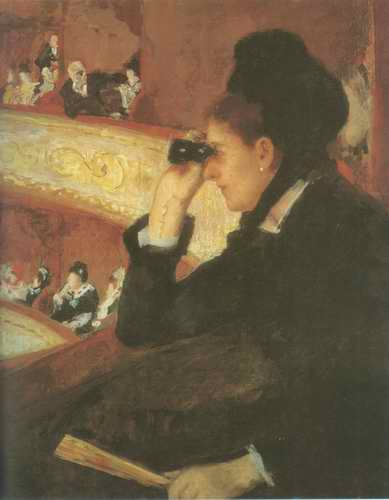
『桟敷席で』（1878） ボストン美術館
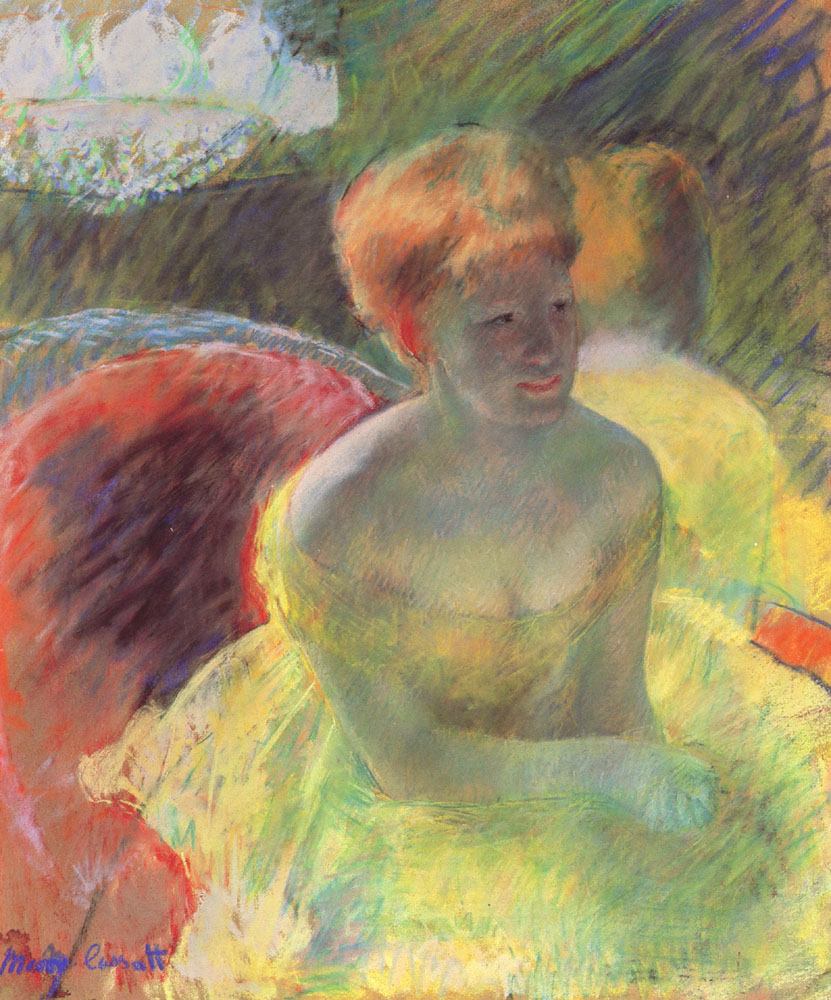
『劇場で腕によりかかるリディア』(1879) 、個人蔵
『桟敷席』（1882） ナショナル・ギャラリー (ワシントン)